# Right on Track
Right on Track (título en español: Todo sobre ruedas) es una Película Original de Disney Channel transmitida por primera vez en Estados Unidos el 21 de marzo de 2003, por Disney Channel. Fue dirigida por Duwayne Dunham y protagonizada por Beverley Mitchell y Brie Larson.

## Reparto
- Beverley Mitchell - Erica Enders-Stevens
- Brie Larson - Courtney Enders
- Jon Lindstrom - Gregg Enders
- Jodi Russell - Janet Lee Enders
- Marcus Toji - Randy Jones
- Ruby Chase O'Neil - Erica Enders-Stevens, 4 años
- Eric Jacobs -  Bailey Brother
- Briana Shipley - Erica Enders-Stevens, 8 años
- Janice Power - Maestro de arte
- Stefania Barr - Courtney Enders, 4 años
- J. Scott Bronson -  Papá
- Lenny Betancourt - Randy Jones, 9 años
- Joey Miyashima -  Sr. Jones
- Radley Dutson -  Jordy Knowlton
- William Osborn - Rusty Knowlton

- Datos: Q1763398